# Łachdienpochja
Łachdienpochja (fiń. Lahdenpohja, ros. Лахденпохья) – miasto w północno-zachodniej Rosji, na terenie wchodzącej w skład tego państwa Republiki Karelii.
Miejscowość leży na północno-zachodnim brzegu jeziora Ładoga, w Rejonie łachdienpochskim, którego ośrodek administracyjny stanowi.
Miasto leży liczy 8532 mieszkańców (1 stycznia 2005 r.).
Łachdienpochia została założona w 1600 r. pod nazwą Sieklahti (ros. Сиеклахти). Obecna nazwa, pochodząca od karelskich słów lahden – zalew, jezioro i pohja – koniec zalewu, zatoka, została wprowadzona w 1924 r. Miejscowość otrzymała prawa miejskie w 1945 r.

## Przynależność państwowa
- 1600–1617 –  Carstwo Rosyjskie
- 1617–1721 –  Królestwo Szwecji
- 1721–1917 –  Imperium Rosyjskie
- 1917–1940 –  Republika Finlandii
- 1940–1941 –  ZSRR
- 1941–1944 –  Republika Finlandii
- 1944–1991 –  ZSRR
- od 1991 –  Federacja Rosyjska